# Mait Riisman
Mait Riisman (Tallinn, 1956. szeptember 23. – Moszkva, 2018. május 17.) olimpiai bajnok szovjet válogatott észt vízilabdázó, edző.

## Pályafutása
1973 és 1975 között a tallinni Kalev játékosa volt. 1975 és 1987 között Moszkvában játszott. 1975 és 1982 között az MGU, 1983 és 1984 között a Torpedo, 1984 és 1987 között a Dinamo csapatában szerepelt. 1978 és 1980 között a szovjet válogatott tagja volt és az 1980-as moszkvai olimpián aranyérmes lett a csapattal.
Az aktív sportolástól való visszavonulása után edzőként tevékenykedett. 1988 és 1991 között a szovjet válogatottnál volt edző. 1991 és 1995 között a francia Racing vezetőedzőjeként dolgozott. 1997-ben az orosz válogatottnál volt segédedző. 1997 és 2005 között a moszkvai Dinamo-Olimpijszkij szakmai munkáját irányította.

## Sikerei, díjai
- Olimpiai játékok
  - aranyérmes: 1980, Moszkva